# Amegilla spilostoma
Amegilla spilostoma is een vliesvleugelig insect uit de familie bijen en hommels (Apidae). De wetenschappelijke naam van de soort is voor het eerst geldig gepubliceerd in 1905 door Cameron.
De diersoort komt voor in Zimbabwe.